# Christine Zander
Christine Zander est une actrice, scénariste et productrice américaine.

## Filmographie

### Scénariste
- 1986-1993 : Saturday Night Live (130 épisodes)
- 1994 : Nurses (1 épisode)
- 1994 : She TV (1 épisode)
- 1995 : Bringing Up Jack
- 1996-2001 : Troisième planète après le Soleil (19 épisodes)
- 1998 : Saturday Night Live: The Best of Phil Hartman
- 2000 : Saturday Night Live: The Best of Chris Farley
- 2000 : Shadow Life
- 2002 : That '80s Show (1 épisode)
- 2002-2006 : Less Than Perfect (6 épisodes)
- 2005 : Saturday Night Live: The Best of Jon Lovitz
- 2007 : Samantha qui ? (1 épisode)
- 2007 : The Singles Table (1 épisode)
- 2009 : Ab Fab
- 2009-2010 : Nurse Jackie (2 épisodes)
- 2011 : Running Wilde (1 épisode)
- 2011 : Raising Hope (2 épisodes)
- 2013 : The Goodwin Games (1 épisode)
- 2013 : Mom (4 épisodes)
- 2014 : Jennifer Falls (1 épisode)
- 2015 : Kevin from Work (2 épisodes)
- 2016-2018 : *Loosely Exactly Nicole (13 épisodes)
- 2019-2021 : The Unicorn (3 épisodes)

### Actrice
- 1987-1994 : Saturday Night Live : plusieurs personnages (25 épisodes)
- 1996-2000 : Troisième planète après le Soleil : plusieurs personnages (4 épisodes)
- 2009-2010 : Nurse Jackie : Dr Zander (2 épisodes)

### Productrice
- 1996-2001 : Troisième planète après le Soleil (135 épisodes)
- 2001-2002 : Parents à tout prix (8 épisodes)
- 2002 : That '80s Show (13 épisode)
- 2002-2006 : Less Than Perfect (65 épisodes)
- 2007-2008 : Samantha qui ? (14 épisode)
- 2009 : Ab Fab
- 2009-2010 : Nurse Jackie (23 épisodes)
- 2010-2011 : Running Wilde (12 épisode)
- 2011-2012 : Raising Hope (31 épisodes)
- 2013 : The Goodwin Games (7 épisode)
- 2013 : Mom (5 épisodes)
- 2014 : Jennifer Falls (9 épisode)
- 2015 : Kevin from Work (7 épisodes)
- 2016-2018 : *Loosely Exactly Nicole (16 épisodes)
- 2019 : Mrs. Fletcher (7 épisodes)
- 2019-2021 : The Unicorn (30 épisodes)